# Tuscahoma-formatie
De Tuscahoma-formatie is een geologische formatie in de Amerikaanse staat Mississippi die afzettingen uit het Vroeg-Eoceen omvat. 

## Fauna
De Tuscahoma-formatie heeft veel informatie opgeleverd over de Noord-Amerikaanse fauna tijdens het PETM, naast de vondsten in het Bighorn-bekken in Wyoming. Deze formatie omvat de leefgemeenschap van een waterrijk kustgebied uit het Wa-M, het eerste deel van het Wasatchian. Deze fauna wordt aangeduid als de "Red Hot Local Fauna". Meer dan dertig zoogdiersoorten zijn bekend, waardoor veel endemische soorten met nauwe verwanten in het Bighorn-bekken. De "Red Hot Local Fauna" omvat onder meer Teilhardina magnolia, de oudste primaat van Noord-Amerika en Europa. De carnivoren zijn de algemeenste roofzoogdieren in de Tuscahoma-formatie. Verder zijn ook fossielen van vissen en waterslangen uit het geslacht Palaeophis gevonden in de Tuscahoma-formatie. De omstandigheden van preservatie bevoordeelde het behouden blijven van fossielen van kleinere dieren. Verschillende (middel)grote dieren die algemeen waren in het Bighorn-bekken, zoals Tillodontia, Taeniodonta, Mesonychia, Arctocyonidae, Oxyaenidae en Notharctidae, ontbreken hierdoor in de Tuscahoma-formatie. De afwezigheid van de multituberculaten is hier echter niet door te verklaren.

### Zoogdieren
- Buideldieren: Mimoperadectes, Peratherium
- Insectivoren: Apatemys, Palaeosinopa, Naranius, egels Talpavoides, Colpocherus en Diacocherus, spitsmuizen Plagioctenodon en Wyonycteris
- Pantodonten: Coryphodon
- Hoefdieren: condylarthen Haplomylus en Ectocion, Sifrhippus, Diacodexis
- Roofdierachtigen: viverraviden Viverravus en Viverriscus, miaciden Miacis, Eogale, Uintacyon en Vassacyon, hyaenodont Prototomus
- Knaagdieren: Paramys, Corbarimys, Franimys, Tuscahomys
- Primaatachtigen: Choctawius, Teilhardina

### Vissen
- Haaien: Trygon, Mustelus, Physogaleus, Galeorhinus, Abdounia, Cretolamna, Striatolamia, Odontaspis, Carcharias, Pseudodontaspis, Nebrius, Ginglymostoma, Anomotodon
- Roggen: Pristis, Rhinoptera, Myliobatis, Eotorpedo, Dasyatis, Coupatezia, Rhinobatos
- Beenvissen: Pycnodus, Albula, Egertonia, Brychaetus, Trichiurides, Cybium, Phyllodus, Lepisosteus

## Flora
De Tuscahoma-formatie is afgezet onder tropische omstandigheden met een gemiddelde temperatuur van 26 tot 27 graden Celsius met beperkte seizoensfluctuaties en een jaarlijkse neerslag van meer dan 500 cm. Er zijn fossielen gevonden van varens en diverse typen bloeiende planten. De flora is een mengeling van boomsoorten uit gematigde en tropische streken met enerzijds walnootbomen (Juglandaceae), berken (Betulaceae), gagels (Myricaceae) en iepen (Ulmaceae), en anderzijds pruikenbomen zoals mangobomen en cashewbomen (Anacardiaceae), zuurzakbomen (Annonaceae), maagdenpalmen zoals oleanders (Apocynaceae), echte palmen (Palmae), flesbomen zoals balsabomen (Bombacaceae), balsembomen (Burseraceae), theebomen (Symplocaceae) en nagelbesbomen (Ochnaceae).